# Braunkopf-Rabenkakadu
Der Braunkopf-Rabenkakadu (Calyptorhynchus lathami) auch Braunkopfkakadu ist eine Papageienart, deren Vorkommen ausschließlich auf Australien begrenzt ist. Insgesamt sind Braunkopf-Rabenkakadus als Art nicht bedroht. Die auf Kangaroo Island lebende und damit vom übrigen Bestand isolierte Population, die von einigen Ornithologen als eigenständige Unterart eingestuft wird, umfasst jedoch nur noch rund 100 Individuen.
In ihrem Verbreitungsgebiet zeigen Braunkopf-Rabenkakadus eine enge Bindung an Allocasuarina-Bäume. Dort, wo auf Grund von Baumrodungen diese Bäume verschwunden sind, sind diese Kakadus mittlerweile gleichfalls verschwunden. Auf Grund dieser Abhängigkeit von einigen wenigen Nahrungspflanzen gelten die Braunkopf-Rabenkakadus als Nahrungsspezialisten. Braunkopf-Rabenkakadus sind zwar weit verbreitete, aber in ihrem Verbreitungsgebiet immer verhältnismäßig seltene Vögel gewesen. Dabei spielt die verhältnismäßig geringe Verfügbarkeit von Nahrungsressourcen eine Rolle.

## Erscheinungsbild
Braunkopf-Rabenkakadus erreichen eine Körperlänge von 48 Zentimetern und sind damit in der Gattung der Rabenkakadus die kleinste Art. Sie wiegen zwischen 420 und 500 Gramm. Wegen ihres für Rabenkakadus verhältnismäßig auffälligen Geschlechtsdimorphismus werden sie gemeinsam mit dem Rotschwanz-Rabenkakadu in eine Untergattung gestellt.
Braunkopf-Rabenkakadus haben ein dunkel ruß-braunes Körpergefieder. Es geht auf den Unterschwanzdecken in ein braunschwarz über. Die für Kakadus charakteristische Federhaube ist bei Braunkopf-Rabenkakadus nicht sehr stark ausgebildet. Der Rücken und die Flügel sind schwarz. Die Handschwingen schimmern schwach braungrünlich. Wie für alle Rabenkakadus charakteristisch weisen ihre äußeren Steuerfedern eine von der Farbe des übrigen Steuergefieders stark abweichende Querbinde auf. Die Farbe dieser Querbinde ist bei den Männchen leuchtend rot. Bei den Weibchen ist die Querbinde der Steuerfedern gelb verwaschen und von dünnen, schwarzen Querstreifen durchbrochen. Mit zunehmendem Alter des Weibchens ist dieses Unterscheidungsmerkmal zum Männchen jedoch schwächer ausgeprägt. Neben der Farbe der Querbinde lassen sich die Geschlechter auch an der Schnabelfärbung unterscheiden. Männchen haben graue Schnäbel, während der der Weibchen eher hornfarben ist. Das auffälligste Unterscheidungsmerkmal zum Männchen sind jedoch die vereinzelten, entweder völlig gelben oder gelb gesäumten Federn am Kopf und auf dem Hals. Ihre Anzahl ist individuell verschieden. Einige Weibchen haben nur wenige gelbe Federn. Bei anderen bilden die gelben Federn große Farbflächen.
Junge Braunkopf-Rabenkakadus weisen auch auf den Ober- und Unterflügeldecken gelbe Federn auf. An den Kopfseiten haben sie blassgelbe Federn. Der Schnabel ist hornfarben. Die Querbinde der äußeren Steuerfedern ist wie beim Weibchen gefärbt. Die schwarze Querstreifung, die diese Querbinde durchläuft, ist etwas auffälliger als bei adulten Weibchen.
Braunkopf-Rabenkakadus sind langsame Flieger und kennzeichnen sich durch weniger weit ausholende Flügelschläge als andere Rabenkakaduarten. Längere Strecken legen sie in großer Höhe zurück. Bei kürzeren Strecken fliegen sie bevorzugt in Höhe der mittleren bis oberen Vegetationsschicht. Während des Fluges rufen sie krächzend tarr-red....tarr-red oder leiser criie-iii....criie-iii.
Braunkopf-Rabenkakadus sind in ihrem Erscheinungsbild den Rotschwanz-Rabenkakadus sehr ähnlich. Bei beiden Arten haben die Männchen rote Querbinden auf den äußeren Steuerfedern. Da beide Kakaduarten meist paarweise beobachtet werden, dient zur Unterscheidung der beiden Arten meist der gelblich gefleckte Kopf des Braunkopf-Rabenkakadu-Weibchens. Die beiden Arten lassen sich außerdem an der Stimme unterscheiden.

## Verbreitung und Lebensraum

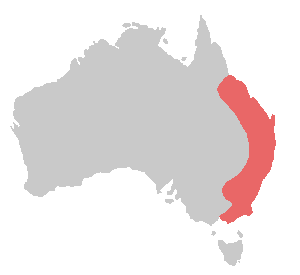
Verbreitungsgebiet des Braunkopf-Rabenkakadus

Braunkopf-Rabenkakadus kommen im östlichen Australien vom Nordosten Queenslands bis in den Osten Victoria vor. Eine davon isolierte Population lebt auf Kangaroo Island, einer vor der Südküste gelegenen Insel. Ihr Lebensraum sind die Berghänge der Great Dividing Range, ein Bergzug, der sich von der Cape York-Halbinsel bis in den Südosten Victorias erstreckt.
Braunkopf-Rabenkakadus kommen ausschließlich in der gemäßigten Klimazone des australischen Kontinents vor. Innerhalb ihres Lebensraums der Great Dividing Range bewohnen sie Küstenwälder des Tieflands, Bergwälder, semiaride Savanne, Galeriewälder entlang Wasserläufen sowie daran angrenzendes Farmland. Anders als andere Rabenkakadu-Arten meiden sie urbane Lebensräume. Grundsätzlich kann unterstellt werden, dass sich Braunkopf-Rabenkakadus in der Nähe von Allocasuarinas aufhalten. Diese Bäume stellen ihre wichtigste Nahrungspflanze dar.
In ihrem küstennahen Verbreitungsgebiet im Südosten Australiens sind Braunkopf-Rabenkakadus vermutlich Standvögel, die allerdings sehr große Aktionsräume haben, in deren Zentrum sich die Bruthöhle befindet. In den Randregionen ihres Verbreitungsgebietes wie in New South Wales lassen sich periodische Wanderungen vorstellen. Nichtbrütende Braunkopf-Rabenkakadus sowie Jungvögel nomadisieren hier gelegentlich auch ungerichtet, um die meist verstreut liegenden Nahrungsressourcen zu nutzen.

## Verhalten und Nahrung
Braunkopf-Rabenkakadus werden verhältnismäßig selten in Schwärmen beobachtet. Meist handelt es sich um besondere Stellen wie Wasserlöcher oder ein Allocasuarina-Dickicht mit reichem Samenansatz. Charakteristischer für Braunkopf-Rabenkakadus ist es, dass sie sich in kleinen Familiengruppen aufhalten, die aus einem Paar und einem Jungvogel bestehen. Auch bei Braunkopf-Rabenkakadus, die in Schwärmen auftreten, ist der Familienverband als Subeinheit klar auszumachen.
Anders als die übrigen Rabenkakadus kommen Braunkopf-Rabenkakadus verhältnismäßig selten auf den Boden. Meistens tun sie dies nur, um an Wasserlöchern Wasser aufzunehmen. Den größten Teil des Tages verbringen sie in Allocasuarina-Bäumen, wo sie mit lautem und vernehmbaren Klick-Geräusch die Zapfen zerbeißen, um an die Samen zu gelangen. Andere Nahrung spielt nur eine nachgeordnete Rolle. Sie haben sich damit auf Pflanzen spezialisiert, die sehr nahrhafte Samen liefert. Ihre spezifische Schnabelform ist eine Anpassung an diese Hauptnahrung. Beim Fressen wird der einzelne Zapfen abgebissen, kopfüber gedreht und im linken Fuß gehalten. Der Stiel wird entfernt. Anschließend wird der Zapfen im Schnabel zerkaut und die herausgelösten Samen mit der Zunge vom übrigen Material getrennt und dann hinuntergeschluckt. Die zerbissenen Zapfen fallen anschließend auf den Boden. Im Schnitt benötigen die Braunkopf-Rabenkakadus eine Minute, um einen Samenzapfen zu zerbeißen. Brutvögel benötigen täglich etwa 140 Zapfen. Nichtbrütende dagegen etwa 70 Zapfen pro Tag.
Stehen nicht ausreichende Mengen an Casuarina-Samen zur Verfügung, ernähren sich Braunkopf-Rabenkakadus vorübergehend auch von den Samen der Eukalyptusbäume, der Akazien sowie den Samenständen des Angophora intermedia.

## Fortpflanzung

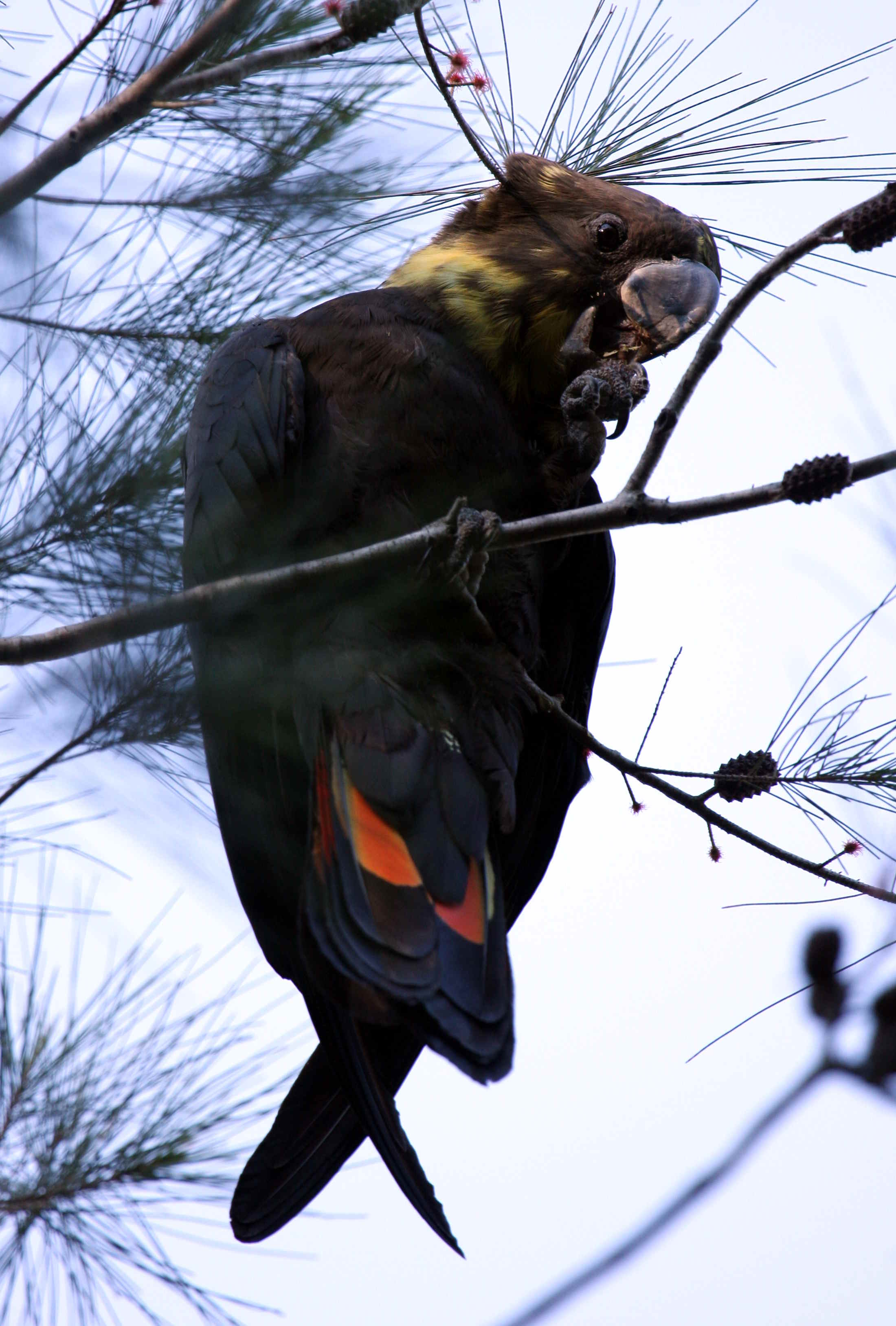
Braunkopf-Rabenkakadu, Weibchen

Das Balzrepertoire der Braunkopf-Rabenkakadus ist ähnlich wie bei den anderen Rabenkakadus auf wenige Balzgesten beschränkt. Männchen stolzieren mit aufgerichteter Haube und angespannter Körperhaltung sowie gespreizten Steuerfedern auf das Weibchen zu und verbeugen sich dabei. Sie sind saisonale Brüter. Im größten Teil ihres Verbreitungsgebietes fällt die Brutzeit in die Monate März bis August. Auf Kangaroo Island beginnen Braunkopf-Rabenkakadus gelegentlich schon im Februar mit dem Brutgeschäft.
Braunkopf-Rabenkakadus sind Höhlenbrüter, die meist Höhlen in den Ästen und Stämmen von Eukalyptusbäumen als Nisthöhlen nutzen. Die Bruthöhlen befinden sich durchschnittlich in einer Höhe von 10 bis 20 Meter über dem Erdboden. Die Höhlen haben einen durchschnittlichen Durchmesser von 22,5 Zentimeter und eine Tiefe zwischen 60 und 90 Zentimeter. Weibchen verteidigen gegenüber Artgenossen ein Brutrevier von etwa 30 Meter rund um die Bruthöhle. Da das Angebot an geeigneten Bruthöhlen jedoch limitiert ist, finden sich Braunkopf-Rabenkakadu-Nisthöhlen mitunter sogar im selben Baum. In diesen Fällen kommt es jedoch zu Kämpfen zwischen den Weibchen, wenn sie zur selben Zeit die Nisthöhlen aufsuchen.
Das Gelege der Braunkopf-Rabenkakadus besteht aus nur einem Ei. Bei Braunkopf-Rabenkakadus ist eine Paarfütterung, bei der das Männchen Futter für das Weibchen hervorwürgt, bereits beobachtet worden. Dies ist für Kakadus ein verhältnismäßig seltenes Verhalten. Die Weibchen brüten durchschnittlich etwa 30 Tage. Braunkopf-Rabenkakaduküken sind etwa 90 Tage nach dem Schlupf flügge. Sie halten sich dann in einem engen Verband mit den Elternvögeln auf. Der bislang längste beobachtete Zeitraum, bei der ein Jungvogel bei den Elternvögel verblieb, betrug 443 Tage. Es ist wahrscheinlich, dass Braunkopf-Rabenkakadus nicht jedes Jahr brüten.

## Systematik
Die Gattung Calyptorhynchus oder Rabenkakadus zeichnet sich durch große und kräftige Schnäbel aus. Die Gattung wird anhand der verschiedenen Schnabelformen und der deutlichen Unterschiede hinsichtlich des Geschlechtsdimorphismus in zwei Untergattungen aufgeteilt. Die meisten Arten werden der Untergattung Zanda zugerechnet. Der Rotschwanz-Rabenkakadu gehört gemeinsam mit dem Braunkopf-Rabenkakadu der Untergattung  Calyptorhynchus an. Beide Arten weisen einen sehr ausgeprägten Geschlechtsdimorphismus auf. Adulte Männchen sind rein schwarz mit roter Schwanzbinde. Die Weibchen sowie die noch nicht geschlechtsreifen Jungvögel haben gelbe bis orangerotfarbene Schwanzbinden. Beide Arten zeichnen sich durch einen sehr breiten Schnabel auf. Weitere charakteristische Merkmale dieser Untergattung sind die quiekenden Futterbettellaute der Jungen sowie fehlende Lautäußerungen beim Schlucken der Nahrung.
Die Anzahl der Unterarten ist strittig. Einige Ornithologen unterscheiden drei Unterarten. Nach Ansicht des auf australische Papageien spezialisierten Ornithologen Joseph M. Forshaw sind die Unterscheidungsmerkmale zwischen den als Unterarten genannten sehr gering und beschränken sich auf Körpergröße und Schnabelform. Er bezweifelt vor allem, ob der Kangaroo-Island-Braunkopf-Rabenkakadu eine Berechtigung als Unterart hat.
| Unterart                                                   | Verbreitungsgebiet | Unterscheidungsmerkmale der einzelnen Unterarten                                                                                   |
| ---------------------------------------------------------- | --- | --- |
| C. l. lathami, Nominatform                                 | Das Verbreitungsgebiet reicht vom Osten des australischen Bundesstaates Victoria über den Osten von New South Wales bis in den Südosten von Queensland. | Die Nominatform ist die größte Unterart.                                                                                           |
| Kangaroo-Island-Braunkopf-Rabenkakadu (C. l. halmaturinus) | Die Unterart kommt heute nur noch auf Kangaroo Island vor. Früher war sie wohl auch auf dem angrenzenden Festland verbreitet.                           | Nach Ansicht von Joseph Forshaw ist diese Unterart von einem größeren Schnabel abgesehen von der Nominatform kaum zu unterscheiden |
| Queensland-Braunkopf-Rabenkakadu (C. l. erebus)            | Osten und Nordosten von Queensland | Der Nominatform sehr ähnlich, jedoch mit kleinerem Schnabel.                                                                       |

## Haltung in menschlicher Obhut
Braunkopfpapageien werden als ausgesprochene Nahrungsspezialisten nur selten in menschlicher Obhut gehalten. Der auf Papageien spezialisierte Ornithologe Dieter Hoppe berichtet, dass es bei einer Umstellung der Kakadus auf Sonnenblumenkerne, Mais, Glanzsaat und andere Futtersorten zu Schnabelverformungen kommt. Die Welterstzucht gelang 1954 einem australischen Halter.

## Belege